# Thomas Byström
Thomas Byström (Estocolmo, 27 de novembro de 1893 - Lidingö, 22 de julho de 1979) foi um adestrador sueco. 

## Carreira
Thomas Byström representou seu país nos Jogos Olímpicos de 1932, na qual conquistou a medalha de prata no adestramento por equipes. 